# Sweerts de Landas

Sweerts de Landas (ook: Sweerts de Landas Wyborgh) is de naam van een Nederlands adellijk geslacht.

## Geschiedenis
Stamvader van het geslacht is mr. Philippus gezegd Suerius, vermeld te Helmond als Meester Philips artist 1487, schepen van Helmond 1505-1509. Zijn nageslacht was actief in het bestuur van Antwerpen, maar gedurende de Tachtigjarige Oorlog trok de familie wegens religieuze redenen naar de noordelijke Nederlanden. Een nazaat, Jacob Sweerts (1587-1658) was belastingambtenaar in Staatse dienst en werd door keizer Ferdinand III in 1652 in de rijksadelstand verheven. Hij huwde 1626 te Utrecht de in Keulen geboren Johanna Lopez de Villanova (1595-1673), wier moeder Sara de Landas was. De kinderen van dit echtpaar voegden de naam van grootmoeder van moederlijke zijde toe aan de naam Sweerts. In 1814 werd een afstammeling benoemd in de Ridderschap van Brabant, een broer in die van Gelderland in 1816. Voor beiden werd even later, ook in 1816, erkend de titel van baron op allen.

## Bekende leden
- Jacob Ferdinand Sweerts de Landas (1628-1693), zoon van Jacob Sweerts (1587-1658).
- Maarten Christiaan Sweerts de Landas (1629-1704)
  - Jacob Dirck Sweerts de Landas (1691-1758)
    - Lodewijk Jan Baptist Sweerts de Landas (1727-1809)
      - Jacob Derk baron Sweerts de Landas (1759-1820), luitenant-generaal en commandeur in de Militaire Willems-Orde
        - Jacob Lodewijk Jan Baptist baron Sweerts de Landas (1790-1847), lid van de gemeenteraad van Gorinchem
          - Dina Louise barones Sweerts de Landas (1831-1901); trouwde in 1856 met John Brienen MacLeod (1825-1868), kapitein, lid van de familie MacLeod
            - Rudolph MacLeod (1856-1928), majoor infanterie; trouwde in 1895 met Margaretha Geertruida Zelle (Mata Hari) (1876-1917), danseres

    - Carel Hendrik Jacob des H.R.Rijksridder Sweerts de Landas (1730-1795), schepen en raad van 's-Hertogenbosch
      - Jacob Derk Lodewijk baron Sweerts de Landas (1766-1831), 1e luitenant gardes, lid van de Ridderschap van Gelderland 1816-†
        - Jacob Carel Hendrik Pieter Sweerts de Landas (1795-1869), kamerheer van Willem I, Willem II en Willem III
        - Jacob Hendrik Leonard Jan baron Sweerts de Landas (1797-1877), lid Ridderschap en Provinciale Staten van Gelderland
          - Coenraad Willem baron Sweerts de Landas Wyborgh (1820-1892), directeur der posterijen Rotterdam
            - Jacques Henri Leonard Jean Sweerts de Landas Wyborgh (1851-1912), viceadmiraal, adjudant van de gouverneur generaal, haalde Paul Kruger in 1900 met pantserschip "Gelderland" naar Nederland, Commandeur in de Orde van Oranje-Nassau
            - Emile Claude baron Sweerts de Landas Wyborgh (1852-1928), burgemeester van Arnhem en Den Haag, lid van de Eerste Kamer der Staten-Generaal, Commissaris der Koningin in Zuid-Holland
              - Emile Claudine barones Sweerts de Landas Wyborgh (1883-1981); trouwt 1904 mr. Bernardus Henricus Everts (1873-1942), lid gemeenteraad van Arnhem
              - mr. Jacques Henri Leonard Jean baron Sweerts de Landas Wyborgh (1891-1960), kamerheer van koningin Wilhelmina der Nederlanden en koningin Juliana der Nederlanden, gehuwd met Elizabeth Lucie de Meyïer (1907-1979), grootmeesteres van koningin Juliana.

            - Carel Wouter Frederik Paulus baron Sweerts de Landas Wyborgh (1854-1940), kamerheer i.b.d. van koningin Wilhelmina der Nederlanden, Grootofficier in de Orde van Oranje-Nassau
            - mr. dr. Arthur Martin Désiré baron Sweerts de Landas Wyborgh (1862-1944), diplomaat, kamerheer i.b.d. van koningin Wilhelmina der Nederlanden, Grootkruis Orde van Oranje-Nassau

## Familiewapen
In goud twee zwarte eggen (geplaatst als 2-1), en een beurtelings ingehoekt vrijkwartier van zilver en rood van vier hele en een halve punt.